# 鉄拳5
『鉄拳5』（てっけんファイブ）は、ナムコ（後のバンダイナムコエンターテインメント）が2004年11月に稼動開始した3D対戦型格闘ゲームである。鉄拳シリーズの第6作目に当たる。

## 特徴
前作『鉄拳4』で導入されたアンジュレーションとポジションチェンジが削除され、バックステップの性能がやや強化。また一部に壁のない無限ステージが復活した。本作以降のアーケード版各製品はオンラインネットワークサービスに対応するようになった。これについての詳細は後述する。
本作からの新システムとして以下の3つのシステムが導入された。
しゃがみステータス
シットジャブやローキックのように姿勢を低くしながら繰り出す技に備わった特性で、これまで通り上段判定の打撃技を一方的に潰せるほか、上段判定の投げ技をも潰せるようになった。ただし、右アッパーのように上段潜り性能はあってもしゃがみステータスは与えられていないという技も存在する。厳密には『鉄拳4』の時点でこういった技は存在したが、本作で正式なシステムとして名称がついた。
ジャンプステータス
ライジングトゥーキックのように跳躍しながら繰り出す技に備わった特性で、下段判定の打撃技と上段・下段判定の投げ技を一方的に潰せるようになった。ただし、空中投げを持つキャラクターに対しては、空中投げが発動する形で潰されてしまうことがある。これも『鉄拳4』の時点で存在したが、本作で正式なシステムとして名称がついたもの。
ロングレンジスロー
レバーコマンドを必要としないいわゆる基本投げをレバーを前に入れながら入力すると、キャラクターが若干ホバーした後に投げ技を決める。掴み間合いが異常に広くなるが、その分通常入力の基本投げよりも発生が遅くなる。その他の性能は通常入力のものと変わらない。
『鉄拳5』からの新キャラクターとしてレイヴン、風間飛鳥、フェン・ウェイ、ジャック-5の4人が追加され、さらに『鉄拳4』で登場しなかったアンナ、ペク、ブルース、ワン、巌竜、木人、ロジャー（ロジャーJr.）、『鉄拳3』版の仁（デビル仁）がタイムリリースキャラクターとして復活した。その後リリースされた『鉄拳5 DARK RESURRECTION』ではリリ、ドラグノフ、アーマーキングの3人が追加され、使用可能キャラクター数は大幅に増えた。
また、『鉄拳4』では各キャラクターが話す言語は日本語と英語と動物の唸り声（キング含む）だけだったが、『鉄拳5』ではこの他に韓国語と中国語が追加された。これにより、ファランやワンなどはゲーム内でも自分の国の言葉で話すようになった。

## 製品一覧
- アーケード版
  - 鉄拳5 Version 5.0 （2004年11月稼働開始、SYSTEM256）
  - 鉄拳5 Version 5.1 （2005年7月稼働開始、SYSTEM256）
  - 鉄拳5 DARK RESURRECTION （2005年12月稼働開始、SYSTEM256）
- アーケード版関連サービス
  - TEKKEN-NET i-mode向け （2004年11月15日サービス開始）
  - TEKKEN-NET Vodafone live!向け （2004年12月1日サービス開始）
  - TEKKEN-NET EZweb向け （2004年12月2日サービス開始）
- PlayStation 2版
  - 鉄拳5 （2005年3月31日発売）
- PlayStation Portable版
  - 鉄拳 DARK RESURRECTION （2006年7月6日発売）
- PlayStation 3版
  - 鉄拳5 DARK RESURRECTION （2006年12月27日ダウンロード販売開始）
  - 鉄拳5 DARK RESURRECTION ONLINE （2007年8月1日ダウンロード販売開始）

以下は各ハードにおける特記事項。

### アーケード版『鉄拳5』
前作『鉄拳4』同様、PS2互換基板を採用（システム基板のバージョンは異なる）。本作よりオンラインネットワークに対応。ただし、オンライン対戦には未対応で、同一店舗内で接続された2台でのみ対戦が可能となっている。プレイヤーは日本各地のゲームセンターにて販売されている「TEKKEN-NET IDカード」を購入し、ナムコが運営する携帯電話向けサイト「TEKKEN-NET」にプレイヤー登録をすることで、対戦成績の保存、対戦履歴の閲覧、全国ランキングの閲覧、使用キャラクターの外見のカスタマイズ、プレイヤー同士でのチームの結成・参加など様々なサービスを受けることができる。カードを使用しなくてもゲームプレイ自体は可能であるが、当然ながら対戦成績などは保存されない。IDカードはカード販売機のほか、サービスカウンターでも販売。カード1枚につきキャラクター1人のデータを保存可能。TEKKEN-NET登録プレイヤーのデータは、CPU戦時に登場するゴーストキャラクターのデータとして用いられ、ネットワークを通じて全国のゲームセンターに配信される。
稼動開始当初のシステムバージョンは"Version 5.0"だったが、後の2005年7月に対戦バランスを調整した"Version 5.1"が登場し、さらにその後、再度対戦バランスを調整するとともに新キャラクター3人・新技・新アイテム・新ステージ・新BGMを追加した『鉄拳5 DARK RESURRECTION』（以下『鉄拳5DR』）がリリースされた。発売から3年間、2度のバージョンアップを経て各地のゲームセンターにて稼動し続け、2007年11月下旬をもってそのほとんどが稼動を終了した。

### PS2版『鉄拳5』
PS2版はアーケード版で言うところの"Version 5.0"当時のデータを基準として2005年3月に移植された。元々PS2互換基板SYSTEM256を採用していたこともあり、アーケード版の稼動開始から4ヶ月という鉄拳シリーズでは最速の家庭用移植である。ネットデータ配信には対応していないが、アーケード版でのプレイヤーゴーストデータが入っており、これと対戦できる「アーケードモード」が収録されている。
PS2版で導入された「ストーリーバトルモード」では各キャラクターごとのストーリーが描かれる。家庭用の鉄拳シリーズでおなじみのオリジナルのエンディングムービーもキャラクターごとに収録されている。家庭用オリジナルのモードとして仁を主人公とした3Dアクションゲームの「DEVIL WITHIN」（デビルウィズイン）モードが収録されている。
また、板垣恵介、寺田克也、大暮維人、皆川亮二、いのまたむつみ、永野護といった外部のイラストレーター、漫画家による「エクストラコスチューム」が追加されており、カスタマイズモードで購入可能となっている。
なお、PlayStation 2版では『鉄拳5』本編以外にも「アーケードヒストリー」モードとしてアーケード版『鉄拳』『鉄拳2』『鉄拳3』が完全移植されている（実際はPS1互換モード上でのシミュレート。音源チップの仕様が異なることからBGMはCD-XA音声で再生されている。またPS1互換モードからはPS2のメモリカードにアクセス出来ないためセーブ不可、また各タイトルのアーケード版のタイムリリースキャラクターは全員解禁済みとなっている。）。ゲーム起動時にミニゲームとして『スターブレード』が収録されているが、特定の条件を満たすとスターブレード完全版がプレイ可能になる（SCPH-75000のPlayStation 2では、『鉄拳3』の起動に支障が出る不具合が確認されている）。この他、プラクティス、サバイバル、チームバトル、オプションなどの従来の家庭用鉄拳シリーズで恒例のモードも健在。
シリーズ最後のPS2版である。

### アーケード版『鉄拳5 DARK RESURRECTION』
2005年12月に稼働開始したアーケード版『鉄拳5』のニューバージョン。新キャラクターとしてリリ、ドラグノフが追加され、旧作からの復活キャラクターとしてアーマーキングも参戦した。
従来のキャラクターにも各種の新技が追加されたほか、ゲームバランスの調整（一部の技のダメージ値などの性能、投げ関連の性能、ダウン・受け身などのシステム関連）も行なわれている。
さらに、PS2版『鉄拳5』用に書き下ろされたエクストラコスチュームが追加（キャラクター選択時の入力ボタンで選択可能）されたほか、新たなカスタマイズアイテムも多数追加され、『鉄拳5』当時の2倍近くになっている。また、ステージも19追加され、合計35ステージになっている（完全新規ステージは4、既存ステージのリニューアルが15、既存ステージが15）。従来の31キャラクターのデフォルトカラーが変更され、対戦前のイメージグラフィックも変更されている。

### PSP版『鉄拳 DARK RESURRECTION』
2006年夏に『鉄拳5DR』をベースとし、PlayStation Portable（以下、PSP）用ソフトとしてカスタマイズ移植された。ただし、タイトルに"5"が入っていない『鉄拳 DARK RESURRECTION』（以下『鉄拳DR』）の題で発売された。ハードスペック面ではPS2より劣るPSPではあるが、移植スタッフの尽力により、携帯ゲーム機としては驚異的なグラフィックを実現。モーションなどのゲームの根幹に関わるデータは完全移植としつつ、見た目の印象を限りなくアーケード版に近づけるため、グラフィック関連のデータは一から作り直している（アーケード版の圧縮や簡略化ではない）。その結果、対戦中の描画スピードも秒間60フレームをキープしている（オリジナルであるアーケード版基板がPS2の最大で3倍程度の性能を持つ上位基板である。勝利ポーズなどは30フレーム）。攻撃判定などもきっちり再現しており、アーケードでできたことは全て可能。ただしPSPだけでしか入らないコンボなどは存在する。
さらにPSP版はオンラインに対応しており、アドホックモードによる対戦が可能（ゲームシェアリングでの対戦も制限付きで可能）。さらに、インフラストラクチャーモードではキャラクターのゴーストデータのアップロード、ダウンロードができたり、世界規模でミニゲームの点数ランキングを行っている。
他にも「鉄拳道場」「ゴールドラッシュ」「鉄拳ボウリング」「コマンドアタック」などの多数のモードが追加されている。

### PS3版『鉄拳5 DARK RESURRECTION』
2006年12月27日よりPS3版『鉄拳5 DARK RESURRECTUION』がインターネットを利用したデータダウンロード配信形態でPLAYSTATION Storeにて販売された。PS3版はアーケード版で使用したシステム基板・SYSTEM256よりもパワーアップした機種への移植という事もあり、フルハイビジョンの1080p解像度への対応、セルフシャドウ（キャラクター自身の腕などの影が自分の体に映り込むこと）の追加、最終ボスキャラクターが使用可能になるなどの仕様となっている。ただし、元のアーケード版のデータを流用しているため、グラフィックには劇的な向上は見られない。ゲームをPS3本体のハードディスクに保存する形なのでロードが非常に早く、アーケード版と変わらないレスポンスでプレイできる。
本作にて最終ボスキャラクターである三島仁八が使用可能になり、これにより、過去最多の35キャラクター（クマとパンダを別にカウントすると36キャラクター）が使用可能になった。
モードは「アーケードバトル」、「ゴーストバトル」、「VSバトル」、「ギャラリー」、「オプション」のみでプラクティスモードなどは未収録。キャラクターカスタマイズはキャラクター選択後にアイテムショップにて行うことができる（海外版仕様）。新たに追加された「ゴーストバトル」は従来のPS2版『鉄拳5』やPSP版『鉄拳DR』のアーケードバトルモードに近い、次に戦うゴーストキャラを選びながら無限に戦うシステムだが、残り時間、残り体力などのプレイ内容によってファイトマネーにボーナスがつくシステムになっている。このためファイトマネーはAC版やPSP版と比べて溜まりやすくなっており、アーケード版やPSP版と比べアイテムの価格が安くなっていることと合わせ（平均的にアーケードの半分）、全体にアイテムが購入しやすくなっている。
エンディングはアーケード版のものだが、ギャラリーモードではGを使用することでPSP版で追加されたキャラクターのエンディングをダウンロードし閲覧できる。他にもキャラクターごとのイラストなども閲覧できる。
2009年9月24日、『鉄拳5 DARK RESURRECTION ONLINE』の価格改定に合わせて販売が終了された。

### PS3版『鉄拳5 DARK RESURRECTION ONLINE』
2007年8月1日からPS3用『鉄拳5DR』に「オンラインバトル」、「プラクティスモード」、「サバイバルモード」を追加した『鉄拳5 DARK RESURRECTION ONLINE』（てっけんファイブ ダーク・リザレクション オンライン）のダウンロード販売が開始された。通称『鉄拳5DRO』。オンライン対戦料金は無料。『鉄拳5DR』を既に購入済のユーザーは拡張パック版にて『 - オンライン』にアップグレード可能。
2009年9月24日、フルパック版が価格改定され2,000円で購入できるようになり、同時に『鉄拳5DR』が販売終了された（拡張パック版の価格の変更は無し）。
この他、オンライン版は段位システムが一新され、オンラインの順位と段位が連動するようになる。マッチングはおおよそ近いランキングのプレイヤー同士で闘える「SAME」と無差別級の「ANY」の選択が可能。また、ヘッドセットを利用することで他のプレイヤーとの音声による会話が可能なボイスチャットにも対応している。
2007年7月27日、ハイビジョン (720p) 画質のプロモーションビデオがPLAYSTATION Storeにて配信された。

## ストーリー
プロローグ
風間仁が飛び去っていった本丸。平八と一八が意識を取り戻すと、突然爆音とともにJack-4の部隊が現れる。一八の差し金か、と一瞬思った平八だったが、その一八も事態に驚いた様子。2人に襲いかかるJack-4たち。不本意ながら共闘してJackたちをなぎ倒す2人。隙をついて一八は平八をJackの群れの中に放り込むと、デビル化して本丸を脱出。Jackたちに覆い被されて身動きの取れない平八。すると、一体のJackが突然カウントダウンを開始。数秒後、本丸は大爆発を起こす。
離れた場所でそれを見ている一人の男。彼は無線機のスイッチを押すと、何者かに報告を行った。「Heihachi Mishima is dead...（三島平八は死んだ…）」その直後、男の背後から一体のJack-4が襲いかかる。男はそれを撃退するとどこかへと去っていった。辺り一面燃えさかる中、本丸の瓦礫の中から何かが姿を現した。
翌日、全世界に三島財閥頭首三島平八の死が報道される。それから1ヶ月後、何者かが三島財閥頭首の名で「The king of iron fist tournament 5」の開催を告知する。

## 登場人物
鉄拳5登場キャラクター
- レイヴン
- 馮威（フェン・ウェイ）
- 風間飛鳥（かざま あすか）
- ジャック-5（ジャックファイブ）
- ジュリア・チャン
- クレイグ・マードック
- 三島一八（みしま かずや）
- キング
- ブライアン・フューリー
- 吉光（よしみつ）
- 風間仁（かざま じん）
- 凌暁雨（リン・シャオユウ）
- クリスティ・モンテイロ
- エディ・ゴルド[1]
- 花郎（ファラン）
- マーシャル・ロウ

- ポール・フェニックス
- 李超狼（リー・チャオラン）
- 雷武龍（レイ・ウーロン）
- スティーブ・フォックス
- ニーナ・ウィリアムズ
- アンナ・ウィリアムズ
- 白頭山（ペク・トー・サン）
- ロジャーJr.（ロジャージュニア）
- ブルース・アーヴィン
- 王椋雷（ワン・ジンレイ）
- 巌竜（がんりゅう）
- クマ / パンダ
- 木人（もくじん）
- デビル仁（デビルじん）
- 三島平八（みしま へいはち）[2]
- 三島仁八（みしま じんぱち）[3]

鉄拳5DR追加キャラクター
- リリ
- セルゲイ・ドラグノフ
- アーマーキング